# Stadio Enrico Chersoni
Lo stadio Enrico Chersoni è un impianto sportivo italiano di Prato.
Esclusivamente dedicato alle discipline del rugby, dal 2000 ha ospitato per quindici anni le gare interne del Rugby Club I Cavalieri fino allo scioglimento societario; dal 2015 è la sede degli incontri casalinghi della franchigia del Cavalieri Union.

## Storia
Il terreno di gioco fu inaugurato nel 1975.
Solo nella prima metà degli anni duemila, a seguito della promozione in serie A del Rugby Club I Cavalieri, la seconda divisione nazionale, nel 2003 l'impianto fu rimodernato. Vennero realizzate le prime tribune coperte da 800 posti circa, prefabbricate in metallo, e nuove aree ristoro dove trovarono collocamento un bar e un ristorante.
Successivamente, in seguito all'approdo in Super 10 de I Cavalieri, nel settembre 2009 alle tribune esistenti furono aggiunti altri 500 posti. Con la costruzione di due nuovi prefabbricati coperti contrapposti, dal marzo 2011 la capienza della struttura venne portata a 2 500 posti a sedere.
Dal settembre 2017, dopo una battaglia legale, il campo viene gestito dalla Rugby Jolo 1982 insieme con la Polisportiva Aurora, che promuove da sempre l'integrazione sociale di persone con disagio psichico attraverso lo sport.
Nel 2011 e nel 2012 l'impianto venne designato per ospitare le finali del Trofeo Eccellenza, che videro vittoriosi rispettivamente Rugby Roma e Calvisano.
Il 25 maggio 2013 il Chersoni ospitò la finale scudetto 2012-13 tra I Cavalieri, squadra di casa, e Mogliano. L'incontro si concluse con la sconfitta dei padroni di casa ad opera di Mogliano in un finale di partita concitato.
Nel febbraio 2017 si disputò un match del Sei Nazioni Under-20 tra la formazione italiana e quella irlandese; gli azzurrini cedettero di misura per 26-27.
L'anno successivo vi si tenne il primo test match tra le formazioni femminili di Italia e Sudafrica, conclusosi con la vittoria azzurra per 35-10.

## Incontri internazionali di rilievo

### Rugby a 15 femminile
| Arbitro: | Aurélie Groizeleau |

|                                                           |      |           |
| S. Stefan 8’, 57’ Giordano 40’ tecnica 65’ Arrighetti 74’ | mt   | 5’ Mpupha |
| Sillari 74’                                               | tr   | 5’ Nel    |
| Sillari 15’, 22’                                          | c.p. | 47’ Nel   |